# فسفر پنتاسولفید
فسفر پنتاسولفید (به انگلیسی: Phosphorus pentasulfide) با فرمول شیمیایی P۴S۱۰ یک ترکیب شیمیایی با شناسه پاب‌کم ۱۴۸۱۷ است. که جرم مولی آن ۴۴۴٫۵۵۵ g/mol می‌باشد. شکل ظاهری این ترکیب، بلورهای جامد نارنجی است.